# Ленчна
Ленчна (пол. Łęczna) — город в Польше, входит в Люблинское воеводство, Ленчинский повят. Имеет статус городско-сельской гмины. Занимает площадь 18,98 км². Население — 21 802 человека (на 2004 год).